# محمد عثمان جواری
محمد عثمان جواری (سومالیایی: Maxamed Cismaan Jawaari; ۷ دسامبر ۱۹۴۵ – ۲۸ ژوئن ۲۰۲۴) سیاست‌مدار اهل سومالی بود. وی از ۲۸ اوت ۲۰۱۲ تا ۱۶ سپتامبر ۲۰۱۲ رئیس‌جمهور موقت سومالی بود.
محمد عثمان جواری در ۲۸ ژوئن ۲۰۲۴، در سن ۷۸ سالگی درگذشت.